# فينيرا 12
فينيرا 12 هو مسبار فضاء سوفيتي كانت مهمته استكشاف كوكب الزهرة. أطلق فينيرا 12 في 14 سبتمبر 1978 في الساعة 02:25:13 حسب التوقيت العالمي. وانفصل عن منصته الطائرة في 19 سبتمبر . ودخل الجزء الهابط منه في غلاف الزهرة بعد يومين بسرعة 11.2 كم/ثا. وخلال الهبوط طبقت عمليات كبح إيروديناميكي تبعت بكبح بواسطة مظلة وانتهت بعملية كبح بمساعدة الغلاف الجوي. وقد هبط بشكل آمن في الساعة 06:30 حسب توقيت موسكو في 21 ديسمبر بعد أن استغرق زمن الهبوط ساعة واحد. أرسل بيانات إلى المنصة الطائرة لمدة 110 دقائق.

## المنصة الطائرة
حملت المنصة الطائرة لفينيرا 12 أجهزة لتحديد الرياح الشمسية وجهاز لتحديد إيونات الغلاف وكاشفين لتحديد انفجار أشعة غاما